# Marcellino van der Leeuw
Marcellino van der Leeuw (Rotterdam, 15 juni 1990) was een Nederlands professioneel voetballer, die als linksbuiten uitkwam voor Sparta Rotterdam.

## Clubcarrière
Van der Leeuw doorliep de jeugdopleiding van Sparta Rotterdam. In de zomer van 2009 werd de vleugelaanvaller overgeheveld naar het eerste elftal. Hij maakte zijn debuut op 27 november 2009, toen er met 2-3 verloren werd van PSV. Na een uur spelen mocht Van der Leeuw van coach Frans Adelaar invallen voor Nathan Rutjes. Het seizoen erna kwam hij tevens eenmaal uit voor Sparta, dit keer in de Jupiler League na de degradatie.